# گورنگا ورژینا
گورنگا ورژینا (به صربی: Gornja Vrežina) یک منطقهٔ مسکونی در صربستان است که در Pantelej واقع شده‌است.